# Білий ведмідь (Чорне дзеркало)
«Білий ведмедик» (англ. White Bear) — другий епізод другого сезону телесеріалу «Чорне дзеркало». Головні ролі виконали Ленора Крічлоу та Майкл Смайлі. Сценарій написав Чарлі Брукер. Прем'єра відбулася на каналі Channel 4 18 лютого 2013.

## Сюжет
Жінка на ім'я Вікторія Скілейн (Ленора Крічлоу) прокидається у спальні та розуміє, що нічого про себе не пам'ятає. У кімнаті всюди світлини маленької дівчинки, яку вона приймає за свою доньку, а також її спільні світлини з невідомим чоловіком. Вікторія помічає незвичний символ на телеекрані, а також календар, на жовтень, у якому закреслено усі дати до 18 числа. Вийшовши з будинку, Вікторія помічає людей, які постійно знімають її на телефон. Коли вона починає кричати, щоб ті припинили знімати, її хапає чоловік у балаклаві з тим символом, тягне її в машину, дістає рушницю та стріляє у неї. Після викрадення чоловіком у балаклаві, Вікторія зустрічає Джем (Таппенс Міддлтон) та Демієна (Єн Бонар). Чоловік у балаклаві убиває Демієна, який намагався врятувати Вікторію та Джем, змусивши їх тікати. Джем пояснює, що невідомий сигнал, що поширився через телебачення та інтернет, перетворив більшість населення на тупих «глядачів», які не роблять нічого, окрім як знімають усе на свої пристрої. Вікторія та Джем — неінфіковані, але є мішенями для «мисливців» — інших неінфікованих, які внаслідок розкладу суспільства діють жорстоко і по-садистськи. Джем хоче дістатися до передавача на «Білому ведмедику», аби знищити його та зупинити дію сигналу.
Під час подорожі їх підбирає чоловік на ім'я Бакстер (Майкл Смайлі). Бастер також неінфікований, він завозить їх до лісу і тримає на прицілі, зізнаючись, що він і був тим чоловіком у балаклаві. Джем вдається втекти, Вікторія виявляється прив'язаною до дерева та готується до тортур. Джем повертається і вбиває Бакстера. Вони продовжують подорож до передавача, а Вікторії з'являються видіння минулих та майбутніх подій. Коли вони досягають передавача у Білому ведмедику, аби знищити його, їх атакують двоє мисливців. Вікторія відбирає у мисливця рушницю і стріляє у нього, проте з дула вилітає конфеті.
Відкривається стіна і Вікторія бачить людей, які аплодують, спостерігаючи виставу. Джем, Демієн та мисливці виявляються акторами, які грають ролі у «реальному світі». Вікторію садять у крісло, з'являється Бакстер і усе пояснює: дівчинка, яку Вікторія прийняла за свою доньку, насправді шестирічна школярка Джеміма Сайкс, яку Вікторія викрала разом зі своїм нареченим (чоловік зі світлин). Вони вивезли дівчинку до лісу, її наречений катував і убив дівчинку, а Вікторія знімала усе це на свій мобільник. «Білий ведмедик» — це іграшка дівчинки, яка стала національним символом її розшуку та розслідування її убивства, а символ на екранах та на масках мисливців — це тату, яке мав наречений ВІкторії (він вчинив самогубство перед судом). Вікторія ж слізно запевняла, що її наречений «заговорив її», тож суддя призначив «пропорційне та змістовне» покарання: щодня переживати те відчуття безпорадності та жаху, яке мала викрадена дівчинка.
Вікторію, яка досі не має чітких спогадів про ті події, знову привозять до кімнати, із якої усе почалося. Їй показують відзняті нею кадри Джеміми, Бакстер приєднує до її голови електроди, стираючи спогади за останній день. Бакстер виходить із кімнати, закреслюючи дату 18 жовтня, та залишаючи Вікторію знову прожити ті самі події наступного дня.
По завершенню титрів показано, як персонал «Парку справедливості Білого ведмедика» (включно з Бастером, Джем та Демієном) готується до наступної вистави. Вони дають настанови відвідувачам парку, які також мають стати частиною шоу: вони мають мовчки спостерігати за нею, зберігати дистанцію та знімати усе на відео. Епізод починається так само, як і почався: Вікторія прокидається у кімнаті, не маючи жодних спогадів про себе.

## Виробництво
У жовтні 2016 Чарлі Брукер розповів, що така несподівана розв'язка не була задумана з самого початку — вона з'явилася тільки під час пошуку локацій для зйомок на колишній базі ВПС США. Також він запевнив, що ніколи до цього він не змінював сценарій епізоду на такій пізній стадії виробництва. Пізніше Брукер заявив, що має ідеї для сиквелу цієї історії, але висловив сумнів, що він буде відзнятий, оскільки локацій з оригінального епізоду більше не існує.

## Відгуки
Джейн Саймон із «Daily Mirror» написала, що епізоду «Білий ведмедик» забракло «емоційної напруженості» першого епізоду другого сезону — «Я скоро повернуся». Також вона заявила, що вже на перші третині епізоду вона втратила надію, що він закінчиться добре: «акторська гра була неймовірною, сценарій сповнений загадок та кліше з фільмів жаху, а насильства було навіть забагато, але врешті-решт виявилось, що я помилялася щодо кожнісінької речі у цьому епізоді». На її думку, це «ще одна робота  темного та вигадливого генія містера Брукера». Сайт «The A.V. Club» дав епізоду оцінку B+, заявивши, що «„Білий ведмедик“ із великим відривом — найтривожніший епізод в історії Чорного Дзеркала». Den of Geek написав, що «знову потужна ідея, розумний сценарій та дивовижна режисура поєдналися, аби створити тривожне відбиття сучасності».